# Димитар Попов
Димитар Ніколаєв Попов (болг. Димитър Николаев Попов, нар. 27 лютого 1970, Софія) — колишній болгарський футболіст, що грав на позиції воротаря.
Виступав, зокрема, за клуби «Левскі» та ЦСКА (Софія), а також національну збірну Болгарії.

## Клубна кар'єра
У футболі дебютував 1988 року виступами за команду «Левскі», в якій провів чотири сезони, взявши участь у 30 матчах чемпіонату. 
Згодом з 1992 по 1994 рік грав у складі команд «Ботев» (Пловдив) та «Спартак» (Пловдив).
Своєю грою за останню команду привернув увагу представників тренерського штабу клубу ЦСКА (Софія), до складу якого приєднався 1995 року. Відіграв за армійців з Софії наступний сезон своєї ігрової кар'єри. Більшість часу, проведеного у складі софійського ЦСКА, був основним голкіпером команди.
Протягом 1996—1999 років захищав кольори клубів «Марица», «Локомотив» (Софія) та «Спартак» (Варна).
Завершив ігрову кар'єру у команді «Ель-Пасо Петріотс», за яку виступав протягом 2000 року.

## Виступи за збірну
1993 року дебютував в офіційних матчах у складі національної збірної Болгарії.
У складі збірної був учасником чемпіонату Європи 1996 року в Англії, але на поле не виходив.
Загалом протягом кар'єри в національній команді, яка тривала 4 роки, провів у її формі 14 матчів.

## Після кар'єри
Восени 2004 року закінчив курси суддівства в США, а з початку 2005 року керує іграми дитячих команд штату Каліфорнія. Окремо він також працює в приватній футбольній школі.